# Autopoiesi
Il termine autopoiesi è stato coniato nel 1980 da Humberto Maturana e Francisco Varela a partire dalle parole greche auto, ovvero se stesso, e poiesis, ovverosia creazione. In pratica un sistema autopoietico è un sistema che ridefinisce continuamente se stesso e si sostiene e riproduce dal proprio interno. Come riportano i due autori nel loro testo "L'albero della conoscenza": "La nostra proposta è che gli esseri viventi si caratterizzano perché si riproducono continuamente da soli, il che indichiamo denominando l'organizzazione che li definisce organizzazione autopoietica". Un sistema autopoietico può quindi essere rappresentato come una rete di processi di creazione, trasformazione e distruzione di componenti che, interagendo fra loro, sostengono e rigenerano in continuazione lo stesso sistema. Inoltre il sistema si autodefinisce, di fatto, ovvero il dominio di esistenza di un sistema autopoietico coincide con il dominio topologico delle sue componenti. 

## In senso stretto
Il concetto di autopoiesi nasce dalla necessità di dare una definizione di sistema vivente che fosse scollegata da specifiche caratteristiche funzionali, come la mobilità, la capacità di riprodursi, il metabolismo, ma si basasse esclusivamente sul sistema in quanto tale. Questa definizione, quindi, è particolarmente adatta a verificare l'applicabilità dell'attributo di vivente a sistemi non immediatamente e intuitivamente classificabili come tali, quali ad esempio la vita artificiale o la vita extraterrestre.
In pratica, il criterio distintivo della vita, per il principio autopoietico, è il mantenimento della sua stessa organizzazione. Qualunque sistema che abbia tale caratteristica può a tutti gli effetti essere detto vivente.
In senso stretto, tuttavia, il mantenimento della sua organizzazione non è un criterio sufficiente per poter considerare un sistema come autopoietico. Questa è, infatti, una caratteristica che si trova anche nei sistemi auto-organizzantisi (Ashby, von Foerster, ecc.). Ciò che caratterizza l'autopoiesi è la produzione dei suoi elementi di base che riproducono ricorsivamente gli elementi che li producono. L'innovazione teorica sta proprio in questo: il sistema produce continuamente se stesso e per questo si sottolinea - soprattutto da parte di Maturana e Varela, con la loro tesi epistemologica differente da quella riduzionistica - che una tale "chiusura operativa" non ha né input né output e quindi un sistema omeostatico identificato dall'autonomia dall'ambiente esterno. Ciò nel senso che il sistema è, a partire dai suoi elementi di base (non ulteriormente scomponibili), totalmente determinato dalle sue proprie strutture. 
Ciò non significa che il sistema abbia in se stesso tutte le sue proprie cause. Il sistema è pur sempre un sistema in un ambiente, con il quale è accoppiato strutturalmente. Significa, piuttosto, che il sistema è in grado di discriminare tra cause interne e cause esterne e di condizionare le cause esterne, che lascia filtrare, in modo che queste possano proseguire diversamente, cioè secondo le esigenze autoprodotte della propria autopoiesi. I confini interni ed esterni del sistema sono allora proprio ciò che separa il sistema dal suo ambiente e lo mette in relazione con esso. Il sistema può dunque aprirsi selettivamente all'ambiente proprio perché condiziona questa apertura alla sua chiusura. Su questa base esso può sviluppare una complessità propria e farla evolvere in relazione alla complessità esterna, mantenendo tale dislivello di complessità se e finché ne è capace.

## In senso lato
In senso lato si parla di sistema autopoietico quando un sistema si autodefinisce e tende a sostenere se stesso. Ad esempio, in un'organizzazione statale, si dice che il sistema giudiziario — generalmente non collegato, nella maggior parte degli Stati, a un meccanismo elettorale — è autopoietico quando esso stesso determina il proprio dominio di competenza e si automantiene attraverso meccanismi di autocontrollo e di autoalimentazione, ovvero sceglie chi debba far parte del sistema e chi no. Quando i principi di indipendenza di un sistema all'interno di un'organizzazione statale superano una certa soglia, il sistema diventa a tutti gli effetti pratici autopoietico. Questa evoluzione può entrare quindi in conflitto con i principi democratici che prevedono che nessun sottosistema statale sia totalmente autocontrollato e autogestito, dato che in una democrazia i meccanismi di controllo incrociato sono comunque funzionali ad evitare deviazioni di qualsivoglia genere. In questo senso si può affermare che la partitocrazia, ovvero la degenerazione della forma-partito, diviene a tutti gli effetti un sistema autopoietico.
Le affermazioni di cui sopra sono parzialmente ambigue e quindi potenzialmente fuorvianti. Si confonde l'autopoiesi con l'isolamento di un sistema. Come accennato sopra, è vero che un sistema autopoietico non ha input, se con ciò si intende che esso dipende (in modo incondizionato) da un qualche fattore esterno. Tuttavia, sistemi di questo tipo sono (come direbbe von Foerster) sistemi "banali", eterodiretti. Nella società moderna non esistono sistemi eterodiretti, a meno che non siano sistemi allopoietici (come per esempio un normale pc). Il sistema giudiziario è certamente un sistema autopoietico e non per questo è contrario alla democrazia. Tutt'altro. Esso si autoriproduce in base al diritto e, in ultima istanza, al diritto supremo della Costituzione cui fa riferimento. Le leggi, tuttavia, le fa il parlamento. Qui la politica incontra nuovamente il diritto, di cui deve tener conto. Anche i partiti, come organizzazioni, sono in ogni caso sistemi autopoietici, "degenerati" o meno. Nessuna organizzazione al mondo lascia, per esempio, che sia l'ambiente sociale a decidere chi siano i suoi membri, ecc. C'è ormai una vasta bibliografia sui sistemi sociali, ad iniziare dalle opere di Luhmann.

## In Psicologia
Il termine autopoiesi viene anche usato in psicologia, in particolare in quel ramo della psicoterapia che teorizza che l'uomo funzioni come un sistema complesso. 

All'interno di questa concettualizzazione l'uomo è pensato, al pari di qualsiasi essere vivente, come un sistema complesso adattivo (Complex Adaptive System), assumendone tutte le caratteristiche principali: auto-organizzazione, non linearità, autopoiesi, etc... L'uomo è autopoietico nel senso che si auto-organizza e mantiene la sua organizzazione nonostante interagisca con l'ambiente esterno.